# Hachiko
Cet article concerne le prénom japonais. Pour le célèbre chien de Shibuya, voir Hachikō.
Hachiko (はちこ) est un prénom japonais féminin.
Ce prénom est peu fréquent.[réf. nécessaire]
En kanjis, il peut s'écrire :
- 葉智子
- ハチ子
- 鉢子
- 八子
- 平子

## Célébrités
- Hachikō, nom d'un chien célèbre au Japon pour avoir attendu pendant neuf ans le retour de son défunt maître devant la gare.

## Dans les œuvres de fictions
- Hachiko, film japonais de Seijirō Kōyama sorti en 1987 ;
- Hachiko, surnom du personnage Nana Komatsu dans le manga Nana.